# Cheiridium chamberlini
Espèce
Cheiridium chamberlini est une espèce de pseudoscorpions de la famille des Cheiridiidae.

## Distribution
Cette espèce est endémique de la province de Santiago de Cuba à Cuba. Elle se rencontre dans les grottes Cueva de Peñas Altas de Cativar et Cueva de los Murciélagos.

## Étymologie
Cette espèce est nommée en l'honneur de Joseph Conrad Chamberlin.

## Publication originale
- Dumitresco & Orghidan, 1981 : Représentants de la fam. Cheiridiidae Chamberlin (Pseudoscorpionidea) de Cuba. Résultats des Expéditions Biospéléologiques Cubano-Roumaines à Cuba, vol. 3, p. 77-87.